# ブリッタ・シュテフェン
ブリッタ・シュテフェン（Britta Steffen、1983年11月16日 - ）は、ドイツ・ブランデンブルク州シュヴェット出身の女性競泳選手。50mと100m自由形の元世界記録保持者。

## 経歴
2000年、前年のヨーロッパ選手権での実績が評価されてシドニーオリンピックのフリーリレーのメンバーに選ばれ、女子4×200mフリーリレーの銅メダル獲得に貢献する。2004年のアテネオリンピックでは女子4×100mフリーリレーの予選に出場するが決勝のメンバーには選ばれなかった。ベルリン工科専門大学でマネジメント工学を学んでいた彼女は、その後1年間競泳生活から離れ学業に専念する。
2006年8月2日、ブダペストで行われたヨーロッパ選手権の女子100m自由形で53秒30、4×100mフリーリレーで3分35秒22、4×200mフリーリレーで7分50秒82と3つの世界新記録をマークする。このうち100m自由形の記録は2008年3月のオーストラリア選手権でリスベス・トリケットに破られる（52秒88）まで記録を保持した。
2007年3月に行われた世界選手権では、女子短距離自由形種目の金メダルの有力候補とされた。100m自由形で銅メダル、4×200mフリーリレーで銀メダルを獲得したが、50m自由形では4位に終わった。
2008年に入り、4月に行われた代表選考会では50m自由形で24秒19のドイツ国内新記録、100m自由形で53秒20のヨーロッパ新記録で泳ぎ北京オリンピック代表に選ばれた。北京オリンピックではリスベス・トリケットやナタリー・コーグリンら他国の強豪選手相手に、100m自由形で53秒12、50m自由形で24秒06のいずれも五輪新記録で金メダルを獲得した。
2009年のローマ世界選手権では50m自由形を23秒73、100m自由形を52秒07の世界新記録で金メダル、フリーリレーで銀メダル、メドレーリレーで銅メダルを獲得した。